# David D. Phelps
David Dwain Phelps (ur. 26 października 1947 w Eldorado) – amerykański polityk, członek Partii Demokratycznej.

## Działalność polityczna
W latach 1984–1998 zasiadał w stanowej Izbie Reprezentantów Illinois. W okresie od 3 stycznia 1999 do 3 stycznia 2003 przez dwie kadencje był przedstawicielem dziewiętnastego okręgu wyborczego w stanie Illinois w Izbie Reprezentantów Stanów Zjednoczonych.